# Mornand-en-Forez
Mornand-en-Forez is een gemeente in het Franse departement Loire (regio Auvergne-Rhône-Alpes) en telt 294 inwoners (1999). De plaats maakt deel uit van het arrondissement Montbrison.

## Geografie
De oppervlakte van Mornand-en-Forez bedraagt 21,4 km², de bevolkingsdichtheid is 13,7 inwoners per km².
De onderstaande kaart toont de ligging van Mornand-en-Forez met de belangrijkste infrastructuur en aangrenzende gemeenten.

## Demografie
Onderstaande figuur toont het verloop van het inwonertal (bron: INSEE-tellingen).